# Judy Agnew
Elinor Isabel "Judy" Agnew, född Judefind 23 april 1921 i Baltimore i Maryland, död 20 juni 2012 i Rancho Mirage i Kalifornien, var hustru till Spiro Agnew som var Marylands guvernör 1967–1969 och USA:s vicepresident från den 20 januari 1969 till den 10 oktober 1973.
Hon gifte sig med Spiro Agnew 27 maj 1942.
Elinor "Judy" Judefind arbetade på ett försäkringsbolag i Baltimore när hon träffade sin blivande make Spiro "Ted" Agnew. Hennes far hade doktorsexamen i kemi men ansåg inte att det var värt att satsa pengar på högskoleutbildning för flickor, så Judy fick aldrig någon högre utbildning. Tillsammans med maken Spiro hade hon fyra barn. Under tiden som Agnews maka var hon aktiv i Kiwanis och som flickscoutledare. Hon tyckte också om att laga mat och ibland närvarade hon, tillsammans med maken, på läktaren när Baltimore Colts spelade amerikansk fotboll.
Judy Agnew påstod att hon inte tog ställning i politiska frågor och eftersom hon saknade universitetsutbildning, kommenterade hon att hon hade haft "äktenskap som huvudämne". Ändå tog hon ställning i en del dagsaktuella frågor när hon talade med journalister under makens tid som guvernör och vicepresident. Feminism tyckte hon att var något löjligt, eftersom hon redan var "frigjord". Hippies hade hon "inget bruk för", men medgav att hon inte kände några sådana.
Hon är begravd på begravningsplatsen Dulaney Valley Memorial Gardens i Timonium i Maryland, med sin man.